# میلنرو
میلنرو (به انگلیسی: Milnrow) یک شهرک در بریتانیا است که در انگلستان واقع شده‌است. میلنرو ۱۳٬۰۶۱ نفر جمعیت دارد.